# Cai Chang

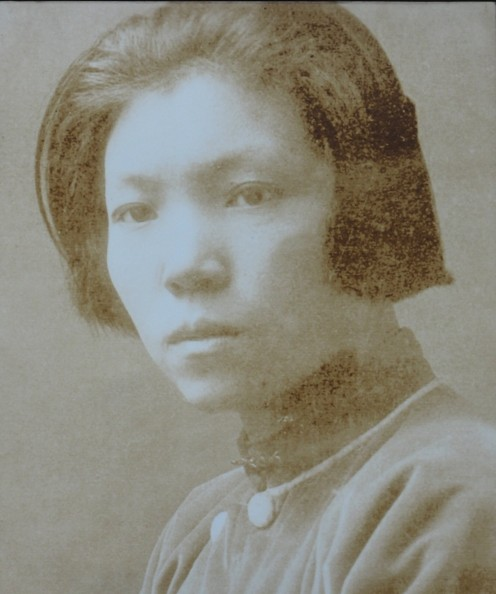
Cai Chang

Cai Chang (chinesisch 蔡畅; * 14. Mai 1900 in Shuangfeng, Hunan; † 11. September 1990 in Peking) war eine chinesische Politikerin der Kommunistischen Partei Chinas (KPCh). Sie wurde respektvoll „Schwester Cai“ genannt und war eine bekannte frühe Führungspersönlichkeit der KPCh und soziale Aktivistin. Sie stieg innerhalb der Frauenbewegung auf und war eine der bedeutendsten weiblichen Führungspersönlichkeiten in der Volksrepublik China. Cai Chang war unter anderem zwischen 1949 und 1967 Vorsitzende der All-Chinesischen Frauenvereinigung sowie von 1956 bis 1982 Mitglied des Zentralkomitees der KPCh. Darüber hinaus fungierte sie zwischen 1975 und 1983 als Stellvertretende Vorsitzende des Ständigen Ausschusses des Nationalen Volkskongresses und war als solche eine der Vize-Staatspräsidenten der Volksrepublik China.

## Leben

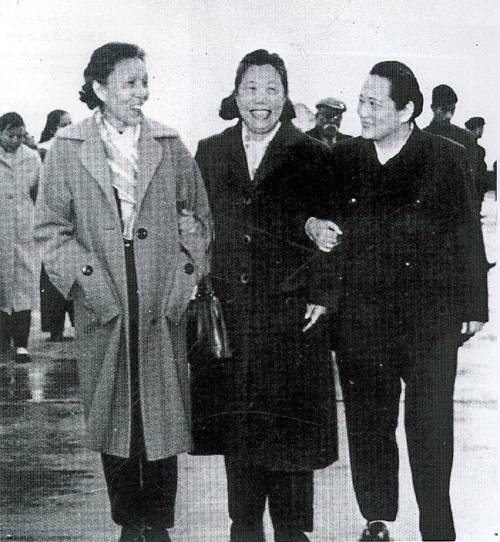
Song Qingling, Deng Yingchao und Cai Chang (von rechts) – Peking, 1960

Cai Chang, die aus einer Familie der unteren Mittelklasse stammte, besuchte von 1916 bis 1919 die Changsha Zhounan-Mädchenschule. Wie viele junge Frauen war sie von den Ideen des Kommunismus angetan und hatte eine progressive Weltsicht. Im Rahmen eines Studien- und Arbeitsprogramms, das von Mao Zedong und ihrem älteren Bruder Cai Hesen initiiert wurde, ging sie 1919 zusammen mit ihrem Bruder und dessen zukünftiger Frau Xiang Jingyu zum Studium nach Frankreich. Während ihres dortigen Studienaufenthalts heiratete sie Li Fuchun, der später von 1954 bis 1975 Vize-Ministerpräsident und Vorsitzender der Staatlichen Planungskommission sowie zugleich von 1956 bis 1959 Mitglied des Politbüros der Kommunistischen Partei Chinas war. Sie war der Überzeugung, dass die Kommunistische Partei das beste Instrument zur Erreichung des Fortschritts sei, insbesondere für die im Kaiserreich China lange unterdrückten Frauen.
1923 wurde Cai Chang Mitglied der Kommunistischen Partei Chinas (KPCh) und 1925 stellvertretende Sekretärin des Frauenkomitees von Guangdong und Guangxi. Im Oktober 1934 gehörte sie zu den Teilnehmenden am Langen Marsch und wurde nach der Ankunft in Nord-Shaanxi 1935 Mitglied des Parteikomitees von Shaanxi-Gansu sowie Direktorin in der Abteilung Vereinigte Front und der Organisationsabteilung des Zentralkomitees der KPCh. Im September 1937 gründete sie die Frauenvereinigung von Shaanxi, Gansu und Ningxia, der sogenannten Grenzregion Shaan-Gan-Ning. 1948 wurde sie auf der 6. Nationalen Arbeiterkonferenz Mitglied des Exekutivausschusses, des Ständigen Ausschusses sowie Leiterin der Abteilung für Frauen des Gesamtchinesischen Gewerkschaftsbundes. Am 21. September 1949 wurde sie Mitglied der Politischen Konsultativkonferenz des chinesischen Volkes.
Nach Gründung der Volksrepublik China am 1. Oktober 1949 wurde Cai Chang Vorsitzende der All-Chinesischen Frauenvereinigung und bekleidete diese Funktion bis zum Beginn der Kulturrevolution 1967. In dieser Funktion war sie maßgeblich an der Einrichtung von Entwicklungsprogrammen beteiligt, um die traditionellen Rollen von Frauen zu verändern. Gemeinsam mit Kang Keqing, der Ehefrau von Marschall Zhu De, engagierte sie sich aufgrund der von Mao Zedong verfassten Standpunkte für Gleichberechtigung. 1954 wurde sie zudem Mitglied des Nationalen Volkskongresses und gehörte diesem von der ersten bis zum Ende der fünften Legislaturperiode 1983 an. Während dieser Zeit war sie zwischen 1954 und 1975 auch Mitglied des Ständigen Ausschusses des Nationalen Volkskongresses.  Auf dem VIII. Parteitag 1956 wurde sie erstmals Mitglied des Zentralkomitees der KPCh, dem sie nach ihren Wiederwahlen auf dem IX. Parteitag (1969), auf dem X. Parteitag (1973) sowie dem XI. Parteitag (1977) bis 1982 angehörte.
Darüber hinaus fungierte Cai in der vierten und fünften Legislaturperiode zwischen 1975 und 1983 als Stellvertretende Vorsitzende des Ständigen Ausschusses des Nationalen Volkskongresses und war als solche eine der Vize-Staatspräsidenten der Volksrepublik China. Nach der durch den Tod des Vorsitzenden des Ständigen Ausschusses des Nationalen Volkskongresses Zhu De am 6. Juli 1976 entstandenen und bis zum 5. März 1978 dauernden Vakanz gehörte sie damit neben den anderen stellvertretenden Vorsitzenden Wu De, Song Qingling, Liu Bocheng, Wei Guoqing, Səypidin Əzizi, Chen Yun, Nie Rongzhen, Zhang Dingcheng, Ngapoi Ngawang Jigmê, Zhou Jianren, Xu Deheng, Hu Juewen, Li Suwen, Yao Lianwei und Deng Yingchao zu den Personen, die das Amt des Staatspräsidenten der Volksrepublik China im Kollektiv wahrnahmen.